# Oiseau de feu
Pour l’article homonyme, voir Oiseau de feu (homonymie).
Un oiseau de feu (du russe : жар-птица, jar-ptitsa) est un oiseau légendaire issu du folklore des pays slaves (Russie, Pologne, Ukraine…). Paré de plumes rougeoyantes et venu d'une terre lointaine, il représente en même temps une bénédiction et une malédiction pour celui qui le capture.
La légende a été popularisée par le ballet L'Oiseau de feu, composé en 1909-1910 par Igor Stravinsky pour les Ballets russes de Serge Diaghilev.

## Description

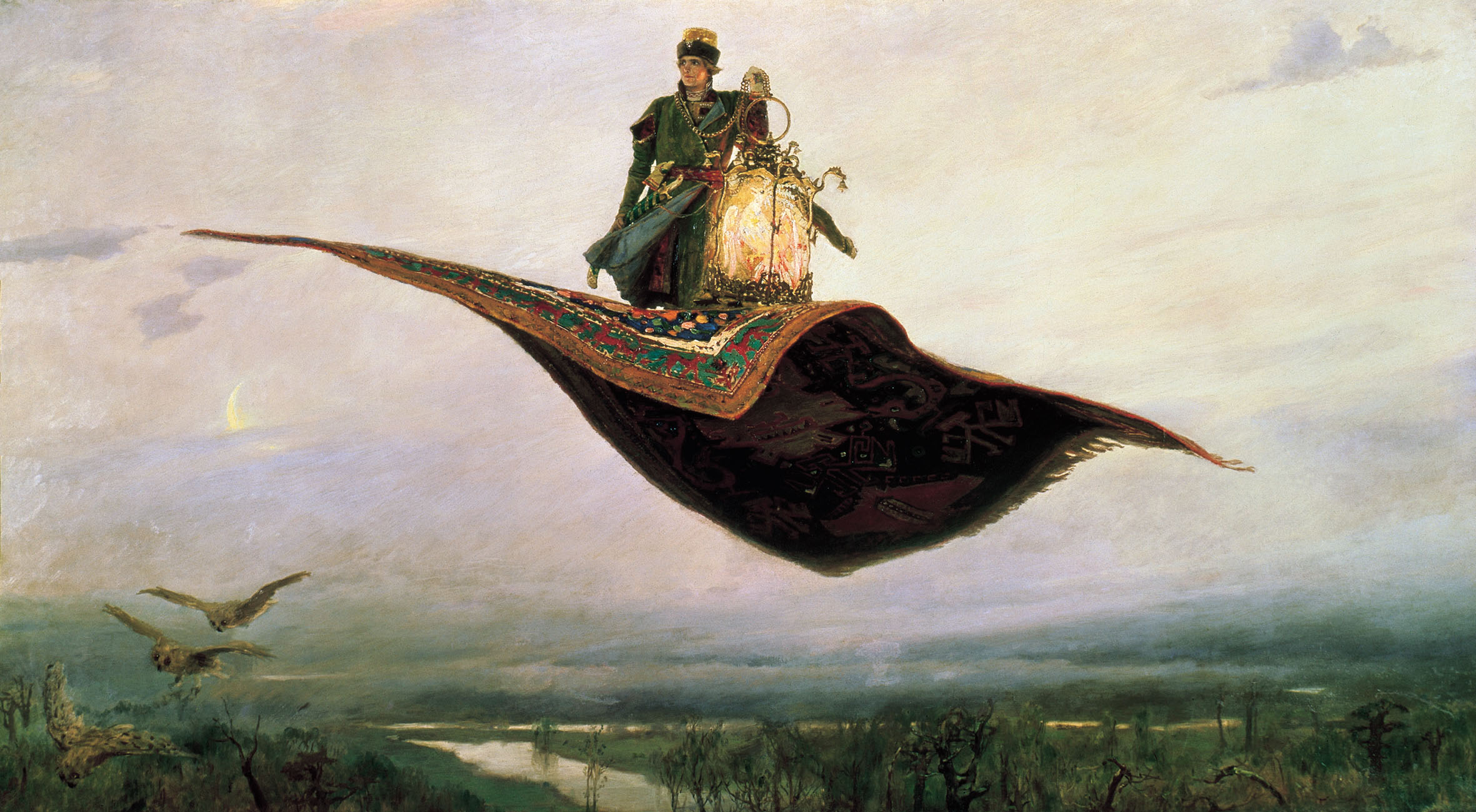
Le prince Ivan rentrant sur le Tapis volant avec l'oiseau de feu capturé (Viktor Vasnetsov).

L'oiseau de feu est invariablement décrit comme un grand oiseau dont le plumage majestueux irradie une lumière rouge, orange et jaune — telle la flamme turbulente d'un feu. Ses plumes ne cessent pas de rougeoyer, même détachées du corps ; une simple plume peut ainsi éclairer une grande salle, si elle n'est pas dissimulée. Dans l'iconographie la plus récente, l'aspect de l'oiseau de feu est habituellement celui d'un paon aux couleurs de feu, complété d'une crête sur la tête, et à l'extrémité des plumes de sa queue, des « yeux » rougeoyants.
Dans les contes de fées, l'oiseau de feu est typiquement la créature ou l'objet difficile à trouver dans une quête. La quête débute habituellement par la découverte du héros d'une plume perdue (de la queue de l'oiseau), à partir de laquelle le héros se met en route pour rencontrer l'oiseau vivant.
Le mot russe птица (ptitsa) étant féminin, l'Oiseau de feu est envisagé par les Russes comme un être féminin, raison pour laquelle on traduit parfois par « l'Oiselle de feu ».

## Contes russes

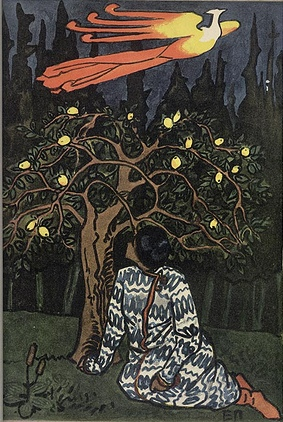
Illustration de Elena Polenova.

L'oiseau de feu apparaît dans les contes traditionnels russes suivants, recensés par Alexandre Afanassiev dans ses Contes populaires russes :
- Conte d'Ivan-tsarévitch, de l'oiseau de feu et du loup gris (Сказка об Иване-царевиче, жар-птице и о сером волке), numéro 110/ 168 ;
- L'Oiseau de feu et la tsarine Vassilissa (Жар-птица и Василиса-царевна), numéros 103a / 169 et 103b / 180.
- Le Lait de bête sauvage (Звериное молоко, variante 118a / 202).

On le retrouve également dans certaines versions des contes russes ou biélorusses sur le thème de Front-de-cuivre (l'homme sauvage).

## Autres rapprochements
Il existe un conte de Grimm similaire intitulé L'Oiseau d'or (Der goldene Vogel, KHM 57 ; on note que dans la version allemande, malgré la similarité évidente, il s'agit d'un oiseau d'or et non de feu). L'auxiliaire du héros y est représenté par un renard. Un oiseau de feu (en allemand : feuriger Vogel, Feuervogel) apparaît également dans le conte KHM 197 (Die Krystallkugel, « La Boule de cristal »), mais l'épisode se rapproche du conte-type AT 302 (« Le Cœur de l'ogre (ou du Diable] dans l'œuf »).